# Raubkunst

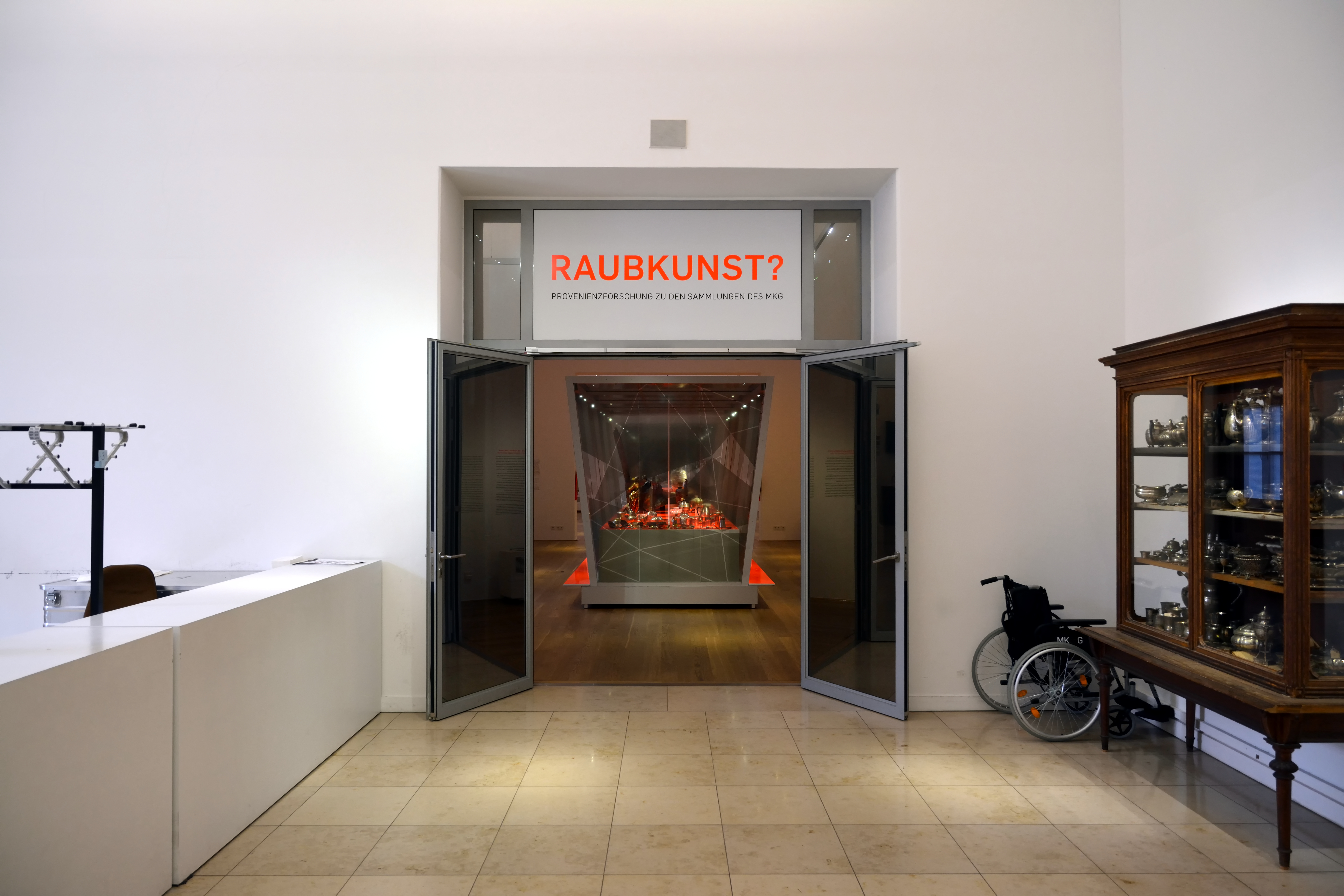
Ausstellungsraum im Museum für Kunst und Gewerbe Hamburg mit Stücken unklarer Herkunft (2017)

Als NS-Raubkunst, kurz Raubkunst, werden Kunstwerke bezeichnet, die während der Zeit des Nationalsozialismus unrechtmäßig oder auf moralisch fragwürdige Weise von den Nationalsozialisten erworben wurden („dienstlich“ oder „privat“) und deren Vorbesitzer ausnahmslos Verfolgte des NS-Regimes waren („NS-verfolgungsbedingt entzogene Kulturgüter“).
Die Opfer des Raubs waren vor allem Juden und als Juden Verfolgte, sowohl innerhalb des deutschen Reichs von 1933 bis 1945 als auch in allen von den Deutschen während des Zweiten Weltkriegs besetzten Gebieten. Der Raub fand auf der Grundlage einer Vielzahl von gesetzlichen Regelungen und unter Beteiligung diverser Behörden und eigens dafür eingerichteten Institutionen statt.
Er wurde mit der London Charter of the International Military Tribunal (IMT-Statut) von 1945 als Verbrechen gegen die Menschlichkeit eingestuft.
Das Ausmaß wird auf 600.000 Kunstwerke geschätzt, die zwischen 1933 und 1945 von den Deutschen in Europa geraubt wurden: 200.000 innerhalb von Deutschland und Österreich, 100.000 in Westeuropa und 300.000 in Osteuropa. Die Zahl der nicht an die rechtmäßigen Eigentümer zurückgegebenen und unter Umständen noch identifizierbaren Kunstwerke, die weltweit verstreut in öffentlichen Sammlungen und Privatbesitz vermutet werden, wird auf bis zu 10.000 geschätzt. Mit der Washingtoner Erklärung wurden 1998 für das Auffinden von Raubkunst und die Restitution an die Eigentümer oder ihre Erben internationale Regelungen getroffen. Zur Verdeutlichung sind in der Folgeerklärung von Terezin 2009 insbesondere die Umstände dargelegt, die dazu führen, dass bei der Beurteilung der Provenienz von NS-Raubkunst gesprochen werden muss.

## Begriff

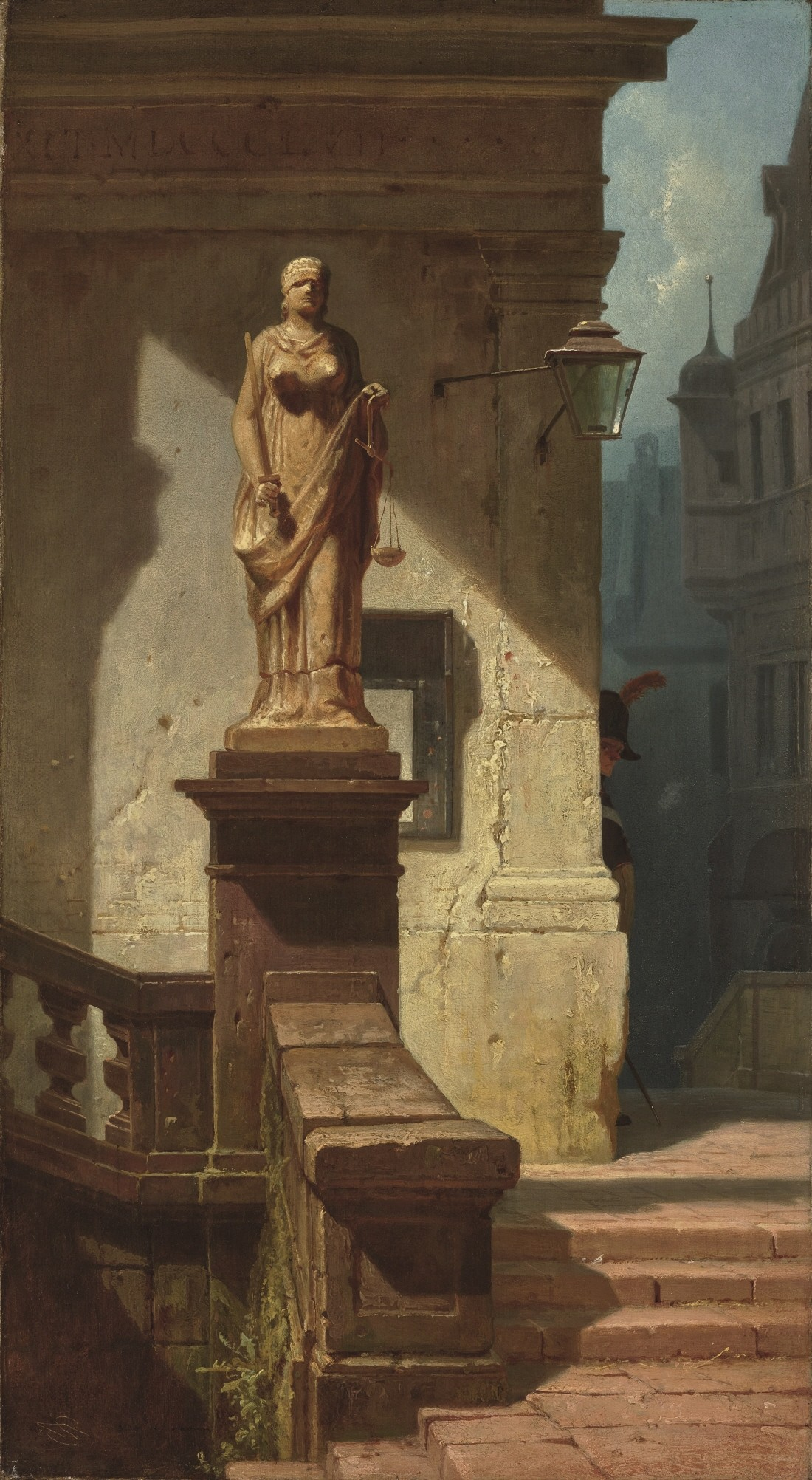
Carl Spitzweg: Justitia
ehemalige Sammlung Leo Bendel, ein Beispiel der Raubkunst: 1937 für die Finanzierung der Emigration verkauft, bis 2006 in der Villa Hammerschmidt, Bonn; vom Bundespräsidialamt 2007 restituiert.

Der Begriff Raubkunst bezeichnet verfolgungsbedingt entzogene Kulturgüter und umfasst damit die Entziehung von Kunstwerken von Personen, „die einer Personengruppe angehören, die von den Nationalsozialisten zwischen 1933 und 1945 aus rassischen, religiösen und politischen Gründen verfolgt“ wurden. Er unterscheidet sich von dem Begriff der Beutekunst, der kriegsbedingt verbrachte Kulturgüter benennt und sich vor allem auf die durch deutsche Stellen im Zuge der militärischen Vorstöße der Wehrmacht außerhalb des Reichsgebiets konfiszierten Kunstobjekte bezieht. Der Begriff Raubkunst geht insofern über den der Beutekunst hinaus, da er den Kunstraub an Bürgern des eigenen Landes und vor Beginn des Zweiten Weltkriegs einbezieht. In den Fällen des Raubs während des Kriegs, in den von den Deutschen besetzten Gebieten an der dortigen jüdischen und verfolgten Bevölkerung, liegt eine Überschneidung der Begriffe vor. Gemeinhin wird in diesem Fall von Raubkunst gesprochen und damit der Aspekt der Verfolgung in den Vordergrund gestellt.
In Anlehnung an den englischen Ausdruck nazi looted art (NS-geplünderte Kunst), wird der Begriff NS-Raubkunst in der einschlägigen Literatur für die Gesamtheit der von Nationalsozialisten geraubten Kunst verwendet. Er ist damit sowohl Teil der kriegerischen Beutekunst wie Oberbegriff für den Raub durch den deutschen Staat an seiner eigenen Bevölkerung und an seinen öffentlichen Sammlungen im Fall der sogenannten „entarteten Kunst“.
Rechtlich wird unter verfolgungsbedingtem Entzug nicht allein die Wegnahme oder Beschlagnahme gefasst, sondern auch die Weggabe aus Verfolgungsgründen. Bereits ab 1947 trug das alliierte Militärregierungsgesetz Nr. 59 dem Umstand Rechnung, dass verfolgte Personengruppen bereits ab 1933, nach der Machtübernahme der Nationalsozialisten, in Zwangslagen gerieten und nicht mehr frei über ihr Vermögen verfügen konnten. So kann auch der Verkauf von Kunstwerken zur Bestreitung des Lebensunterhaltes nach Wegbrechen existentieller Grundlagen oder zur Finanzierung der Emigration, sogenannte Fluchtverkäufe, als Raubkunst bewertet werden.

## Sogenannter verfolgungsbedingter Verlust
Mit der Verfolgung und der Verdrängung der Juden aus der deutschen Gesellschaft wurde von Anbeginn auch deren Beraubung propagiert und durchgeführt. Berufsverbote, erpresste Geschäftsaufgaben, Kontrolle und spätere Beschlagnahme der Vermögen zerrütteten, neben der sozialen, die wirtschaftliche Existenz der Verfolgten. So wurden jüdische Beamte durch das Gesetz zur Wiederherstellung des Berufsbeamtentums vom 7. April 1933 entlassen, Kündigungen in der Privatwirtschaft, auch die gewaltsame Verdrängung aus Aufsichtsräten, lehnten an diese Norm an. Durch das Gesetz über die Zulassung zur Rechtsanwaltschaft vom selben Tage wurden viele Rechtsanwälte mit Wirkung zum 30. September 1933 ausgeschlossen. Mit der 5. Verordnung zum Reichsbürgergesetz von 1938 war jüdischen Rechtsanwälten fast jede Tätigkeit verwehrt. Weitere Verordnungen erteilten 1938 jüdischen Ärzten und Patentanwälten ein Berufsverbot; 1939 wurden Zahnärzten, Apothekern und Tierärzten die Berufsausübung verboten. Mit der Verordnung zur Ausschaltung der Juden aus dem deutschen Wirtschaftsleben wurde Juden der Betrieb von Einzelhandelsverkaufsstellen sowie die selbständige Führung eines Handwerksbetriebs untersagt.
In enger Zusammenarbeit zwischen Finanzverwaltung, Devisenstellen und Gestapo wurden die Vermögen wohlhabender Juden erfasst, kontrolliert und die Verfügungsgewalt darüber beschränkt. Mit dem Generalverdacht der „Kapitalflucht“ begründet, konnte der Zugriff auf das eigene Konto per Sicherungsanordnung gesperrt werden. Die Vermögensfreigrenzen wurden wiederholt gesenkt, so dass Emigranten durch die Reichsfluchtsteuer teilenteignet wurden. Für Umzugsgut, das nach dem 1. Januar 1933 angeschafft wurde, musste eine „Dego-Abgabe“ geleistet werden, die meist dem Kaufwert entsprach. Ab 1934 durften nur zehn Reichsmark bei der Ausreise mitgeführt werden. Bank- und Wertpapierguthaben verblieben auf einem Sperrmark-Konto, das nur gegen erheblichen Abschlag in Devisen eingetauscht werden konnte. Parallel dazu wurden Juden im konventionellen Steuerrecht benachteiligt: Man gruppierte sie in höhere Steuerklassen ein, strich ihnen Freibeträge und Kinderermäßigungen und versagte jüdischen Gemeinden die Anerkennung als „gemeinnützig“.

### Kunstraub innerhalb des Deutschen Reichs

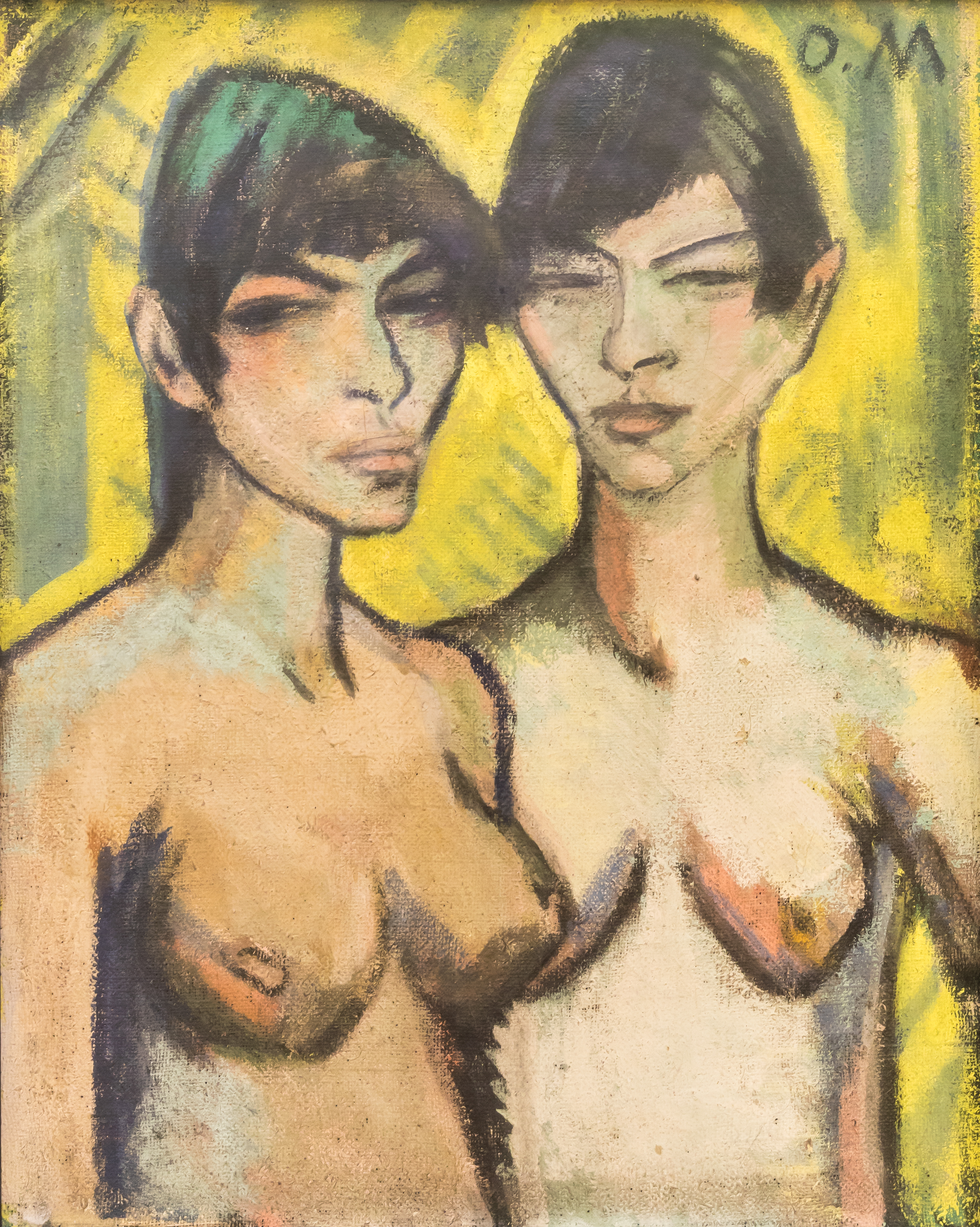
Otto Mueller: Zwei weibliche Halbakte 1919, Sammlung Ismar Littmann, Breslau; 1935 beschlagnahmt, 1999 restituiert

Diese Eingriffe in das Vermögen betrafen von Anbeginn auch die Kunstwerke und Kunstsammlungen der Verfolgten. Zur Sicherung des Lebensunterhalts oder zur Finanzierung der Auswanderung haben Betroffene zwangsweise eine Vielzahl von Gemälden, Zeichnungen, Grafiken und Skulpturen, aber auch Bücher und Antiquitäten verkauft oder in Auktionen gegeben. Vormals bedeutende Sammlungen wurden aufgelöst. Menschen, die wenige Jahre zuvor noch Wohltäter und Mäzene des kulturellen Lebens waren, wurden unter Druck gesetzt und begehrte Kunstwerke der Verfügungsgewalt der Eigentümer entzogen. Der Kunsthandel und das Auktionswesen erlebten, nach der Weltwirtschaftskrise, ab 1933, eine neue Blüte. Zugleich bewirkten sowohl das Überangebot wie auch der Druck, unter dem die Verkäufer standen, einen Preisverfall, sodass viele Werke weit unter ihrem Wert verkauft wurden. Prominentes Beispiel für diesen privatrechtlichen „Eigentumsverlust durch Verkauf“ ist die Auflösung der Kunstsammlung Ismar Littmann des gleichnamigen Breslauer Rechtsanwalts. Nach dem Verbot der Berufsausübung beging Littmann 1934 Selbstmord, seine Witwe war zur Sicherung ihres Lebensunterhalts gezwungen, einen Teil der Kunstsammlung über das Berliner Auktionshaus Max Perl zu veräußern. Vor der Versteigerung wurden jedoch achtzehn Bilder wegen „typisch kulturbolschewistischer Darstellung pornografischen Charakters“ von der Gestapo beschlagnahmt, so auch zwei Gemälde von Otto Mueller „Zwei weibliche Halbakte“ und „Knabe vor zwei stehenden und einem sitzenden Mädchen“. Der überwiegende Restbestand (182 Werke), als „Judenauktion“ bekannt gemacht, wurde am 26. und 27. Februar 1935 versteigert, konnte jedoch kaum verkauft werden.
Nach dem Anschluss Österreichs am 12. März 1938 wurden binnen weniger Tage gezielt die bekannten Kunstsammlungen beschlagnahmt und in einem zu diesem Zweck eingerichteten Zentraldepot in der Wiener Hofburg sichergestellt. Adolf Hitler sicherte sich den ersten Zugriff auf die hochwertigen Kunstschätze und Altmeister-Gemälde, unter anderem der Sammlung Louis Rothschilds. Das Verbliebene wurde unter massiven Streitereien zwischen Sonderbeauftragten und Museen verteilt. Louis Rothschild selbst wurde am 14. März 1938 in Haft genommen und erst nachdem er einer Vereinbarung zur Übergabe seines Eigentums an das Deutsche Reich zugestimmt hatte, nach über einem Jahr entlassen. Bis zum Herbst 1938 waren in dem Wiener Depot bereits 10.000 Kunstwerke inventarisiert. In Zusammenhang und Nachgang der umfangreichen Beschlagnahmungen in Wien und Österreich leitete Adolf Hitler persönlich die Verteilung von geraubten Kunstsammlungen auf die Museen des Deutschen Reiches ein. Das Projekt wurde in enger Kooperation mit den Museen und dem Wiener Denkmalamt und unter Leitung des Sonderauftrag Linz durchgeführt. Dabei wurden teilweise ganze Sammlungen einzelnen Museen zugewiesen, so zum Beispiel die des jüdischen Weinhändlers Sándor Wolf dem Landesmuseum Burgenland in Eisenstadt.
Legitimiert wurde der „Eigentumsverlust durch staatlich-hoheitliches Handeln“ im Nachhinein am 26. April 1938 mit der Verordnung über die Anmeldung des Vermögens von Juden. Diese Verordnung, zunächst für die „Arisierungspolitik“ Österreichs vorgesehen, wurde von führenden Nationalsozialisten als so überzeugend angesehen, dass man beschloss, die Bestimmungen auf das gesamte Reichsgebiet auszuweiten. Der sich verschärfende Antisemitismus, pogromartige Überfälle auf jüdische Mitbürger und willkürliche Verhaftungen ließen viele Verfolgte, unter Zurücklassung ihres Hab und Guts, die Flucht versuchen. So wurde zum Beispiel die umfangreiche Kunstsammlung des Wiener Kabarettisten Fritz Grünbaum, unter anderem mit einem erheblichen Konvolut an Arbeiten von Egon Schiele, in nicht zu rekonstruierender Weise verstreut, gestohlen oder außer Landes gebracht. Weitgehend gelten die Bilder bis heute als verschollen. Fritz Grünbaum war nach missglückter Flucht durch die Gestapo verhaftet und in verschiedene Konzentrationslager verschleppt, 1941 im KZ Dachau ermordet worden. Seine Ehefrau Lilly Grünbaum (Elisabeth Herzl) starb 1942 nach der Deportation im Vernichtungslager Maly Trostinez.
Die Ausplünderung der jüdischen Bevölkerung wurde nach den Novemberpogromen 1938 forciert. Mit der am 12. November 1938 erlassenen Verordnung zur „Judenvermögensabgabe“ musste eine Sonderabgabe in Höhe von insgesamt einer Milliarde Reichsmark aufgebracht werden. Sie konnte von vielen nur beglichen werden, indem Sammlungen aufgelöst und verkauft wurden. Die 11. Verordnung zum Reichsbürgergesetz vom 25. November 1941 stand am Ende dieser Kette der systematischen Plünderungen. Nach diesem Gesetz trat der Vermögensverfall ein, wenn ein Jude die Reichsgrenze ins Ausland überschritt. Mit Zynismus und „bürokratischer Konsequenz wandten die Finanzbehörden die Regelung sofort auf die bereits laufende Deportation deutscher Juden an.“ Sobald die Züge die Reichsgrenze überfahren hatten, wurde unter dem Tarnnamen „Aktion 3“, in Zusammenarbeit von Gestapo und Finanzbehörden, das in den Wohnungen zurückgelassene Inventar verwertet und das Restvermögen der Deportierten eingezogen.
Das Schicksal des Kunsthändlers Walter Westfeld ist für diesen Prozess bezeichnend: 1935 wurde ihm von der Reichskulturkammer ein generelles Berufsverbot erteilt. Seine Kunsthandlung in Wuppertal musste er daraufhin schließen; seinen umfangreichen Kunstbesitz brachte er privat unter. Er versuchte in der Folgezeit einige Kunstwerke zu verkaufen; es gelang ihm, 250 seiner wertvollsten Gemälde nach Frankreich zu schaffen. Am 15. November 1938 verhaftete ihn die Gestapo wegen Devisenvergehens. Sein in Deutschland verbliebenes Vermögen wurde beschlagnahmt, die Versteigerung seiner Kunstsammlung angeordnet und im Dezember 1939 im Auktionshaus Lempertz in Köln durchgeführt. Aus der Haft wurde Walter Westfeld am 1. Oktober 1942 über Theresienstadt in das Vernichtungslager Auschwitz deportiert. Dort wurde er ermordet. Sein noch verbliebenes Vermögen wurde eingezogen.

### Beschlagnahme der Modernen Kunst
Ein weiterer, aber anders gelegener Fall des NS-Kunstraubs ist die Beschlagnahme der Kunst der Moderne. Schon vor ihrer Machtübernahme verleumdeten Nationalsozialisten, unter der ideologischen Führung Alfred Rosenbergs und des 1928 gegründeten Kampfbundes für deutsche Kultur, die zeitgenössische Kunst als „jüdisch-bolschewistischen“ Angriff auf die „arische Kultur“. Die Parteiführung war sich allerdings nicht einig, was als deutsche Kunst einzubeziehen und was auszugrenzen sei. Bis 1937 wurde diese Auseinandersetzung im so genannten Expressionismusstreit geführt. Sie geriet zum Machtkampf zwischen dem aus dem Kampfbund hervorgegangenen Amt Rosenberg einerseits und Joseph Goebbels als Leiter des Propagandaministeriums auf der anderen Seite.
Trotz unklarer politischer Ausrichtung wurden seit 1933 – im Land Thüringen unter der Regierungsbeteiligung der NSDAP bereits ab 1930 – Berufsverbote gegen Künstler, Museumsdirektoren und Kunstprofessoren ausgesprochen, Ausstellungen geschlossen, Museen, Kunsthandel und Auktionen überwacht, sowie Wandbilder übermalt oder zerstört und vereinzelt Kunstwerke beschlagnahmt.

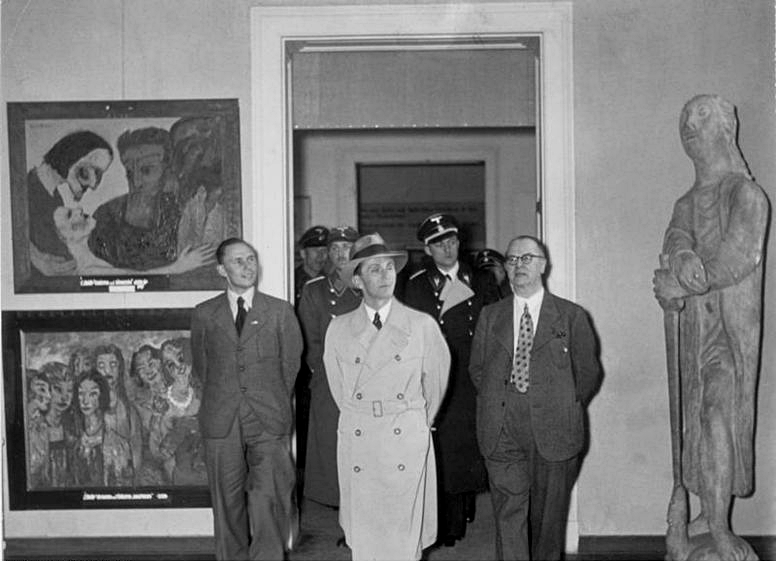
Joseph Goebbels in der Ausstellung „Entartete Kunst“, 1938 Berlin – links: zwei Gemälde von Emil Nolde: Christus und die Sünderin und Die klugen und die törichten Jungfrauen, rechts eine Skulptur von Gerhard Marcks: Heiliger Georg

Mit der Ermächtigung des Reichskunstkammerpräsidenten Adolf Ziegler am 30. Juni 1937 wurde der Streit durch Adolf Hitler offiziell für beendet erklärt und eine deutliche Zielrichtung vorgegeben: Die sich im öffentlichen Besitz befindenden Werke „deutscher Verfallskunst seit 1910“ sollten für eine Propaganda-Ausstellung ausgewählt und sichergestellt werden. In der ersten Juliwoche 1937 wurden etwa 700 Kunstwerke von 120 Künstlern aus 32 deutschen Museen konfisziert und bereits ab dem 19. Juli 1937 unter dem Titel „Entartete Kunst“ in München in diffamierender Absicht ausgestellt. Die Schaustellung betraf namhafte Künstler, wie Ernst Barlach, Marc Chagall, Lovis Corinth, Otto Dix, Lyonel Feininger, Ernst Ludwig Kirchner, Erich Heckel wie auch heute vergessene Künstler wie Jankel Adler, Otto Freundlich, Anita Rée, aber auch Künstler, die bis dato von einigen NS-Größen geschätzt worden waren, wie Emil Nolde oder Franz Marc. Bis zum April 1941 wanderte diese Ausstellung in teilweise abgewandelter Form durch insgesamt zwölf Städte des Deutschen Reichs.
Die umfassende Beschlagnahme setzte ab August 1937 ein, hierbei wurden nahezu 20.000 Kunstwerke von 1.400 Künstlern aus mehr als einhundert Museen und öffentlichen Sammlungen in 74 deutschen Städten entfernt. Damit büßten die deutschen Museen ihren Bestand der Kunst der Moderne nahezu vollständig ein. Die meisten Gemälde standen im Eigentum der betroffenen Sammlungen selbst. Es befanden sich aber auch etwa zweihundert Leihgaben aus Privatbesitz darunter, so zum Beispiel 13 Bilder der Kunsthistorikerin Sophie Lissitzky-Küppers, die sie dem Provinzialmuseum in Hannover vor ihrer Auswanderung in die Sowjetunion überlassen hatte, oder die bereits 1935 im Auktionshaus Perl beschlagnahmten Gemälde vom Maler Otto Mueller aus der Sammlung Ismar Littmann, die bis dato im Berliner Kronprinzenpalais eingelagert worden waren.
Ein Großteil der beschlagnahmten Gemälde wurde zunächst im Schloss Niederschönhausen in Berlin gesammelt und in der Folgezeit durch die „Kommission zur Verwertung der Produkte entarteter Kunst“ (Verwertungskommission) verwaltet. Ausgesuchte Kunsthändler bekamen den Auftrag, die „Verfallskunst“ zu verkaufen oder gegen von den Nationalsozialisten erwünschte Kunst zu tauschen.
Eine Schlüsselrolle spielten dabei Schweizer Kunsthandlungen und Auktionshäuser. Besondere Aufmerksamkeit erreichte eine Auktion des Luzerner Kunsthändlers Theodor Fischer am 30. Juni 1939, bei der 126 hochpreisige Bilder aus dem konfiszierten Bestand zum Gebot standen. Einigen Kunstwerken war ein anderes Schicksal zugedacht. Am 20. März 1939 sollen von den beschlagnahmten Werken 1004 Ölgemälde und 3825 Graphiken in Berlin im Hof der Feuerwache verbrannt worden sein. Da es keinen eindeutigen Nachweis für diese Tat gibt, wird sie oftmals bezweifelt. Rechtlich legitimiert wurde die Beschlagnahme erst im Nachhinein mit dem am 31. Mai 1938 erlassenen Gesetz über Einziehung von Erzeugnissen entarteter Kunst (Einziehungsgesetz).

### Kunstraub in besetzten Gebieten

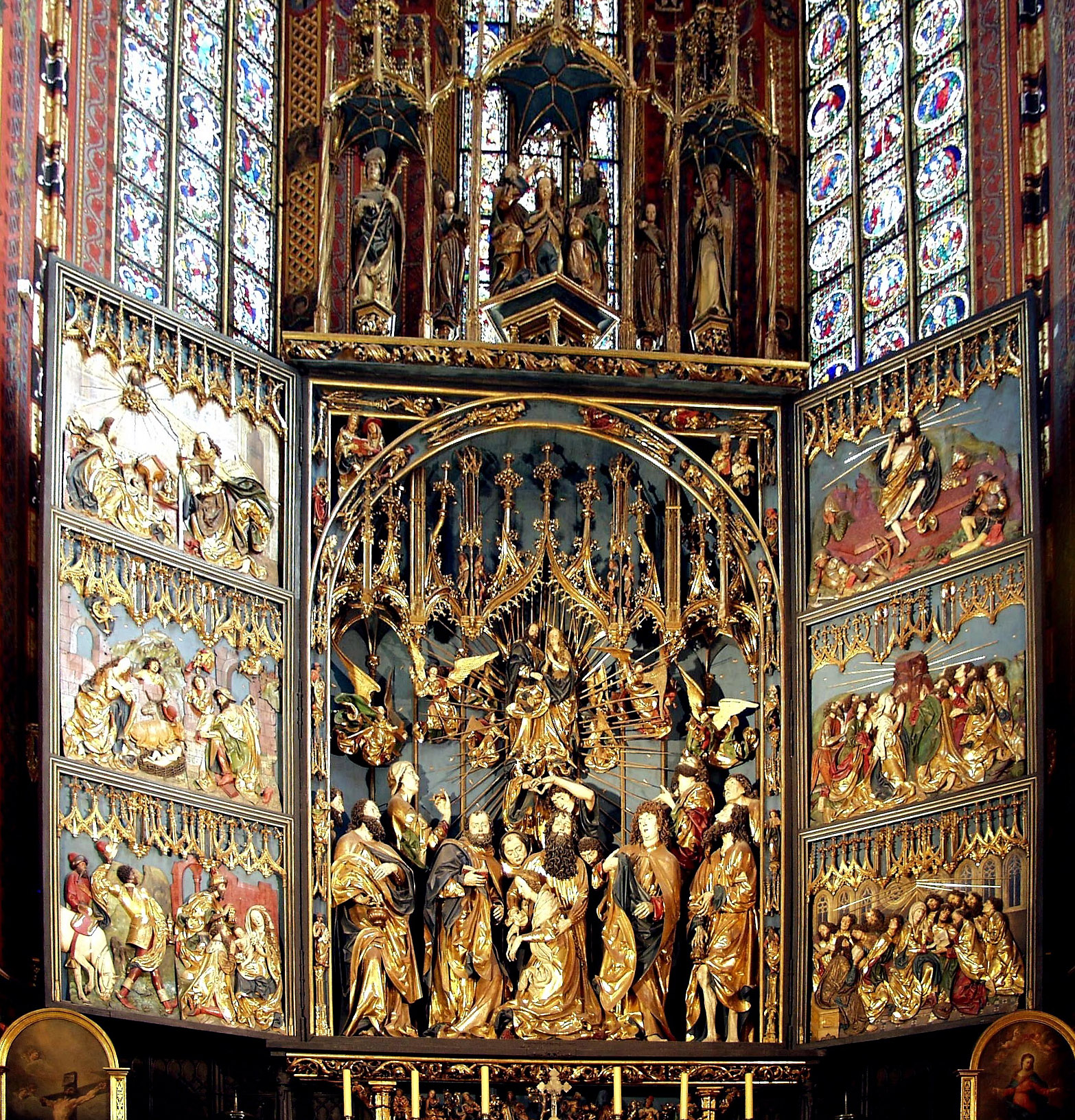
Krakauer Veit-Stoß-Altar, für das Linzer Führermuseum geraubt

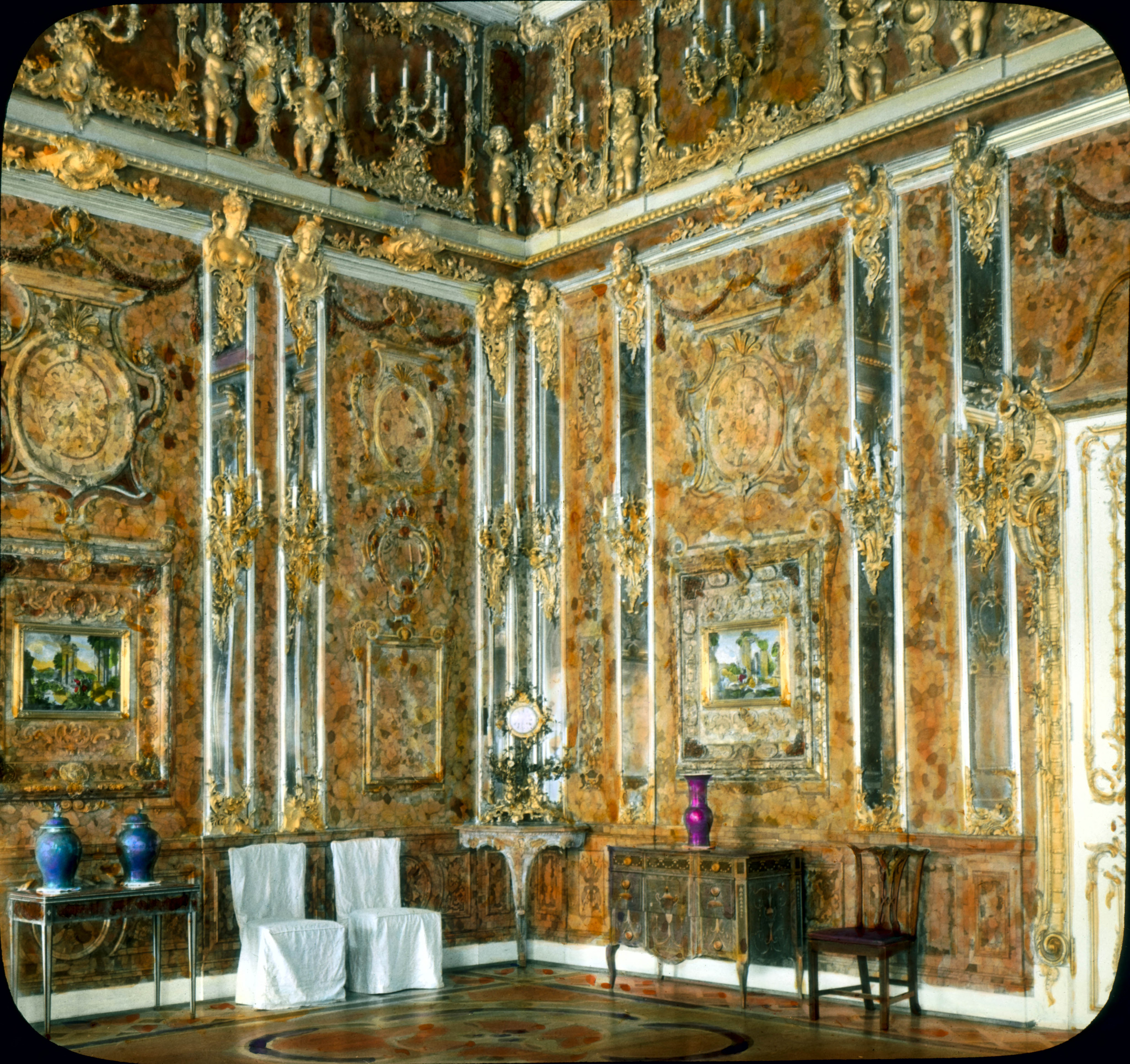
Das nach Königsberg verbrachte Bernsteinzimmer ist seit Ende des Zweiten Weltkriegs verschollen, Bild von 1931

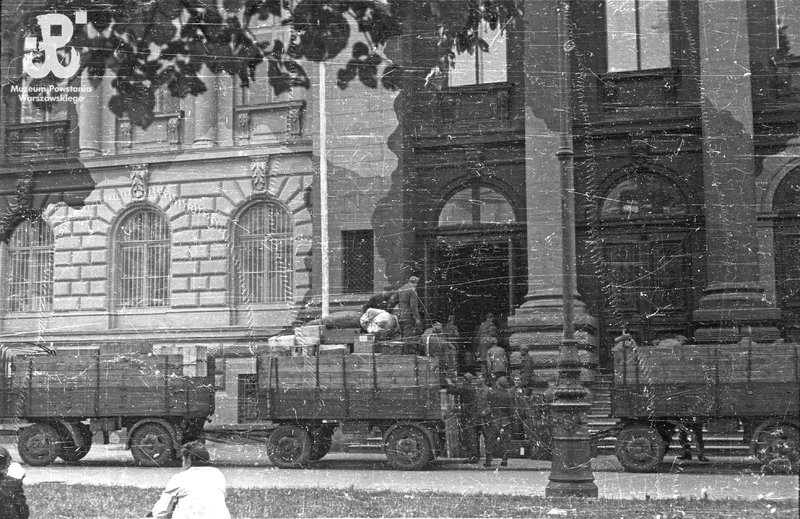
Deutsche Einheiten verladen polnische Kunstwerke der Zachęta, Juli 1944

Der Angriff auf das jüdische Eigentum wurde mit der Annektierung und der Besetzung von Ländern im Zweiten Weltkrieg auf alle unter die Herrschaft des Nationalsozialismus geratenen Territorien übertragen und ausgeweitet. Dem Anschluss Österreichs im März 1938 folgte die Aneignung des tschechischen Sudetenlandes. Polen wurde sowohl 1939 wie 1941 von Maßnahmen antijüdischer und antislawischer Gewalt überrollt. Nach der Kapitulation Frankreichs im Juni 1940 wurden im Herbst 1940 sich ähnelnde Verordnungen „betreffend Maßnahmen gegen Juden“ in den Niederlanden, in Belgien und in Frankreich erlassen, sie regelten gesetzlich die Enteignungen der Juden und als Juden Verfolgten. In allen Ländern war zu diesem Zeitpunkt der Kunstraub schon im Gange.
Mit dem Einmarsch in Frankreich kam sogleich die so genannte „Kunstschutz-Truppe“ als Teil der deutschen Wehrmacht mit dem Auftrag in die besetzten Gebiete, Kunstwerke sowohl des französischen Staates wie von Privatpersonen, insbesondere von Juden, sicherzustellen. Auch der deutsche Botschafter in Paris, Otto Abetz, beteiligte sich am Aufspüren der berühmten französischen Sammlungen. Mit Führerbefehl vom 17. September 1940 wurde der Reichsleiter Alfred Rosenberg ermächtigt, „alle sonstigen wertvoll erscheinenden Kulturgüter herrenlosen jüdischen Besitzes zu erfassen und zu beschlagnahmen und nach Deutschland abtransportieren zu lassen.“ Damit erlangte der Einsatzstab Reichsleiter Rosenberg (ERR) die Vormachtstellung im konkurrierenden Kampf um die Kunstschätze der französischen Juden. NS-Deutschland war auch bestrebt, sich französische und auch anderen Ländern zugehörige, nicht im Besitz von Juden befindliche, Kunstwerke zu verschaffen. Dazu verfasste der Generaldirektor der Berliner Museen Otto Kümmel im Auftrag von Joseph Goebbels in drei Bänden eine geheime Liste der unbedingt zu plündernden Kunstwerke in ausländischem Besitz, die im Dezember 1940 mit mehr als 300 Seiten vorlag. Kümmel erklärte darin Kunstwerke, die sich zurückgehend bis ins 15. Jahrhundert irgendwann einmal in deutschem Eigentum befunden hatten, zu rein deutscher Kunst, die somit zu entwenden und „heim ins Reich“ zu führen wäre.
Viele der jüdischen Kunsthändler und Sammler waren vor dem Einmarsch der Deutschen geflohen und hatten ihren Besitz nicht in Sicherheit bringen können. Bis zum Juli 1944 wurden nach der peniblen Dokumentation des ERR 21.903 Kunstobjekte aus 203 Kunstsammlungen konfisziert, davon 5281 Gemälde und Grafiken, 583 Plastiken, 684 Miniaturen, Glas- und Emaillemalereien, Bücher und Handschriften, Terrakotten, Medaillen, Möbel, Textilien, kunsthandwerkliche Gegenstände, Porzellan und Fayencen, Asiatika und 259 antike Kunstwerke. Auch die Herkunft ist dokumentiert: Demnach stammen 5009 Objekte aus den verschiedenen Sammlungen der Familie Rothschild, 2697 von David-Weill, 1202 von Alphonse Kann, 989 von Levy de Benzion und 302 von Georges Wildenstein.
Auch nach der Besetzung der Niederlande begann dort der sofortige Zugriff auf die Vermögen der Juden. Anders als in Österreich oder Frankreich wurde die Aneignung durch scheinlegale Geschäfte vorgenommen. Ein bekanntes Beispiel ist der Fall des Amsterdamer Kunsthändlers Jacques Goudstikker. Er wollte vor dem Einmarsch der Wehrmacht nach Schottland fliehen und verunglückte auf der Reise tödlich. Reichsmarschall Hermann Göring sicherte sich den Zugriff auf die zurückgelassenen 1.300 Gemälde, unter anderem von Lucas Cranach, Vincent van Gogh, Francisco de Goya, Rembrandt van Rijn, Peter Paul Rubens, Tizian und Diego Velázquez. Er erwarb diesen Bestand von dem Direktor der Galerie, der unter Zwang einem Verkaufspreis von etwa zwei Millionen Gulden zustimmte. 780 Werke ließ Göring nach Deutschland schaffen, den Rest veräußerte er an den deutschen Bankier Alois Miedl, der einen Teil der Kunstwerke weiterverkaufte, andere deponierte er in der Schweiz und verschob sie nach Spanien.

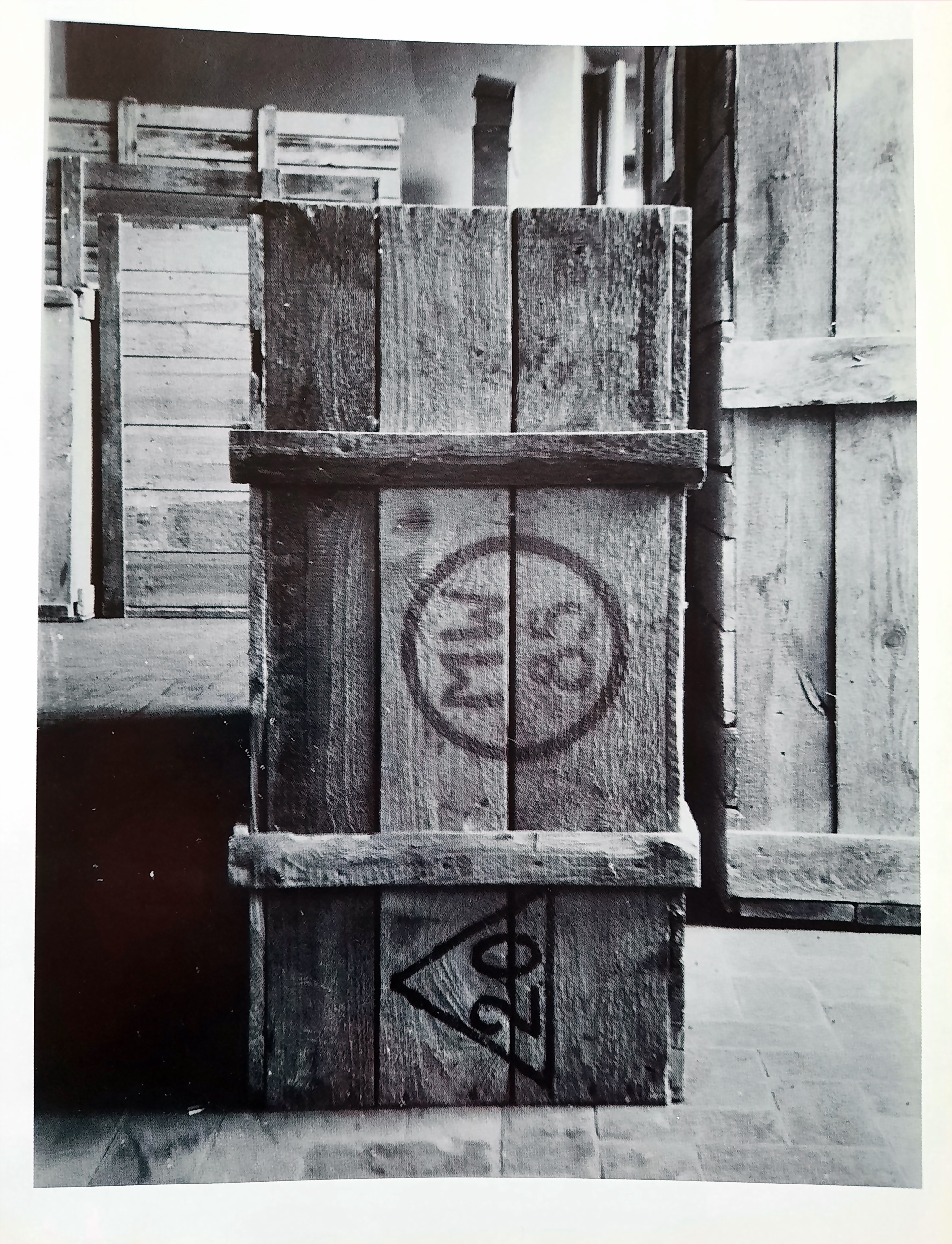
Kisten mit musealischen Objekten, vorbereitet durch die Fa. Schenker & Co. zum Abtransport aus dem Nationalmuseum Warschau im November 1943

Während die Nationalsozialisten dem Kunstraub in Westeuropa noch äußerlich einen legalen Anstrich gaben, ließ man im besetzten Osteuropa alle Hemmungen fallen. Es wurden keine rechtsförmigen Verordnungen, sondern lediglich allgemeine Regelungen zur Enteignung der Juden erlassen. Von Beginn an erfolgten die willkürlichen wie systematischen Plünderungen und vorsätzlichen Zerstörungen, die in starkem Maße Juden, aber auch Nicht-Juden betrafen, nahezu zeitgleich mit den Deportationen und der Ghettoisierung der Bevölkerung, den Massenerschießungen und Massenmorden. In Polen war das Ziel, die Wurzeln der Kultur zu zerstören und sowohl Staat wie Nation zu beseitigen. Der unwiederbringlich vernichtete Bestand an Kulturgütern in Polen, in der Ukraine und in Weißrussland durch die deutsche Besatzungsmacht geschah in einem Ausmaß, der nie beziffert werden konnte. Kunstgegenstände, denen angebliche deutsche Herkunft zugesprochen wurden, sah man als wertig an, in das Deutsche Reich „heimgeholt“ zu werden. Unter dieser Maßgabe wurden Museumsbestände geplündert, Kunstwerke aus privaten Sammlungen beschlagnahmt und von Personen geraubt, die aus politischen oder rassischen Gründen verfolgt wurden. Auf Kunst spezialisierte Einheiten wie das Sonderkommando Paulsen des Reichssicherheitshauptamtes, Wolfram Sievers der Generaltreuhänder für die „Sicherung deutschen Kulturguts“, SS-Führer Kajetan Mühlmann, Alfred Schellenberg und andere verbrachten die wertige Kunst ins Reich. Anfang 1943 gab es im besetzten Osteuropa so gut wie kein jüdisches Eigentum mehr, von den Verfolgten in Polen und in der Sowjetunion lebte kaum jemand mehr.

## Institutionen und Nutznießer

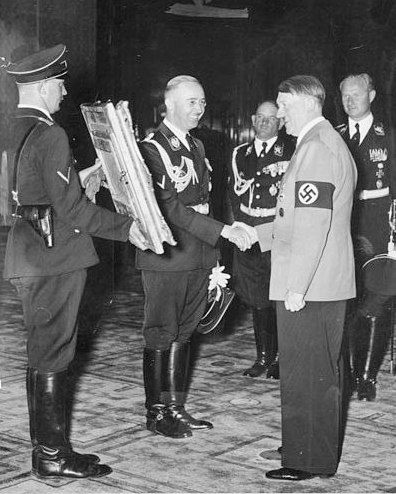
Himmler schenkt Hitler zum Geburtstag ein Gemälde, 1939

Der ungeheuere Kunstraub der Nationalsozialisten findet teilweise seine Entsprechung in dem Kunstverständnis der nationalsozialistischen Führungselite. Adolf Hitler sah sich selbst als Kunstfreund und Mäzen; seine Gefolgschaft tat es ihm gleich. Elf der höchsten NS-Führer haben zwischen 1933 und 1945 umfangreiche und wertvolle Kunstsammlungen aufgebaut: Hermann Göring, Joseph Goebbels, Joachim von Ribbentrop, Heinrich Himmler, Baldur von Schirach, Hans Frank, Robert Ley, Albert Speer, Martin Bormann, Arthur Seyss-Inquart und Josef Bürckel. Die Beweggründe waren aus einer totalitären Ideologie entsprungene Vorstellungen von nationaler Kunst, das Ziel war, eine Kunstsammlung von unübertroffenem Umfang anzuhäufen, die „dem deutschen Volk zum Ruhm gereichen“ sollte. Soweit die formulierten „hehren Ziele“, im Privaten ging es schlichtweg um persönliche Bereicherung.
Mit dem Einmarsch der Wehrmacht in Österreich wurden mit der Organisation des Sonderauftrags Linz die Pläne für eine Gemäldegalerie in Hitlers Heimatstadt Linz konkret. Den Grundstock sollte seine eigene Sammlung, vorwiegend bayerische und österreichische Malerei des 19. Jahrhunderts, bilden, der um Altmeister-Gemälde zu erweitern sei. Ab 1938 wurden in mehreren Depots in München und Österreich sowohl angekaufte wie geraubte Kunstschätze für dieses Ziel gehortet. Der Zugriff auf die Sammlungen österreichischer Juden veranlasste Hitler, sich selbst per Führervorbehalt die erste Wahl auf die geraubten Kunstwerke zu sichern. Der Führervorbehalt wurde ab 1940 auf das gesamte Deutsche Reich und alle besetzen Gebiete erweitert, d. h. auf alle Kunstsammlungen, denen man habhaft werden konnte. Was nicht für Linz gebraucht würde, sollte auf andere Museen, vor allem in den okkupierten und der eigenen Kultur beraubten Ostgebiete des Großdeutschen Reiches verteilt werden. Bei Kriegsende fanden die Alliierten in den entsprechenden Depots 4.747 Kunstwerke, davon stammten 211 Objekte aus der Sammlung Louis Rothschild in Wien und 285 aus der Galerie Jacques Goudstikker in Amsterdam, in beiden Fällen nur ein Bruchteil der geraubten Güter. Der größte Teil, soweit es die Zuweisungen zum Sonderauftrag Linz betraf, ist seit 2008 in einer Datenbank des Deutschen Historischen Museums dokumentiert. Rosenberg behielt bis zum Kriegsende die Kontrolle über die meisten der Beschlagnahmungen des ERR. Er plante, die geraubte Kunst in einem besonderen Museum in Berlin zu zeigen.

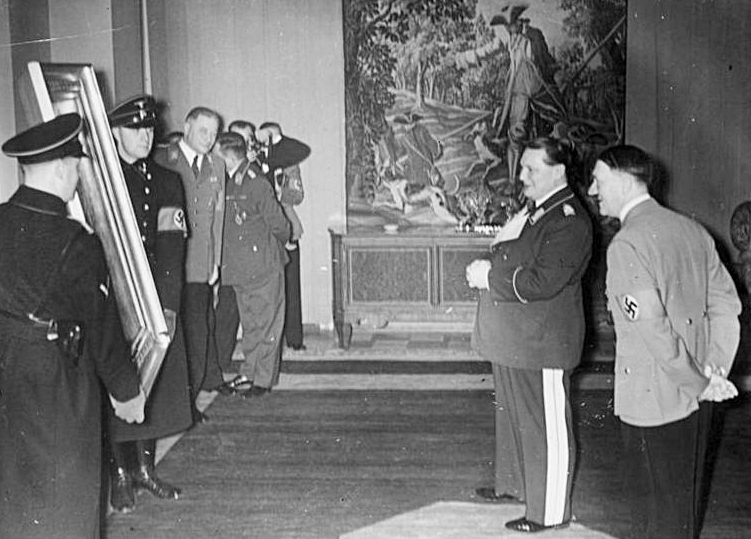
Hitler schenkt Göring zum Geburtstag ein Gemälde, 1938

Auch Hermann Göring war seit dem Ersten Weltkrieg leidenschaftlicher Kunstsammler, ab 1933 verfügte er über genügend Macht und Geld und hatte so die Möglichkeit, im großen Stil Kunst anzuschaffen. Ab 1937 ließ er sich dazu von dem Berliner Kunsthändler Walter Andreas Hofer beraten und unterstützen. Sowohl bei der Sicherstellung von polnischen wie französischen und niederländischen Kunstschätzen versuchte er, gegen die Anweisungen Hitlers den ersten Zugriff zu bekommen. Er rühmte sich, „die bedeutendste Privatsammlung zumindest in Deutschland, wenn nicht in Europa“ zu besitzen. Seine Vorliebe galt Werken altdeutscher Meister, bereits 1939 besaß er 15 Gemälde von Lucas Cranach. In Carinhall, seinem Landsitz, den er zu einem Museum ausbauen wollte, sammelte er bis Kriegsende: 1.375 Gemälde, 250 Skulpturen, 108 Tapisserien, 200 antike Möbel, 60 Perser- und französische Teppiche, 75 Glasfenster, 175 kunstgewerbliche Objekte.
Dass es beim Erwerb von Raubkunst durch öffentliche Institutionen durchaus auch Handlungsspielräume gab, zeigt der Fall des Steirischen Volkskundemuseums in Graz: Dem Museum waren im Februar 1940 insgesamt 14 Objekte aus dem enteigneten Besitz des Sammlers Oscar Bondy angeboten worden. Der Museumsdirektor Viktor von Geramb, der nach dem „Anschluss“ 1938 seine Professur verloren hatte, lehnte den Kauf aus moralischen Erwägungen ab. Dabei argumentierte er gegenüber den staatlichen Stellen damit, dass die angebotenen Objekte nicht zu den vorhandenen Beständen des Museums passen würden. In einem Brief an einen seiner Mitarbeiter schrieb Geramb verbittert, eine Übernahme sei aus fachlichen Gründen abzulehnen, „ganz abgesehen von den ethischen Gründen, die ja allem Anschein nach meine Privatangelegenheit sind.“ Schließlich konnte der Ankauf verhindert werden.

## Das Ausmaß des Raubs

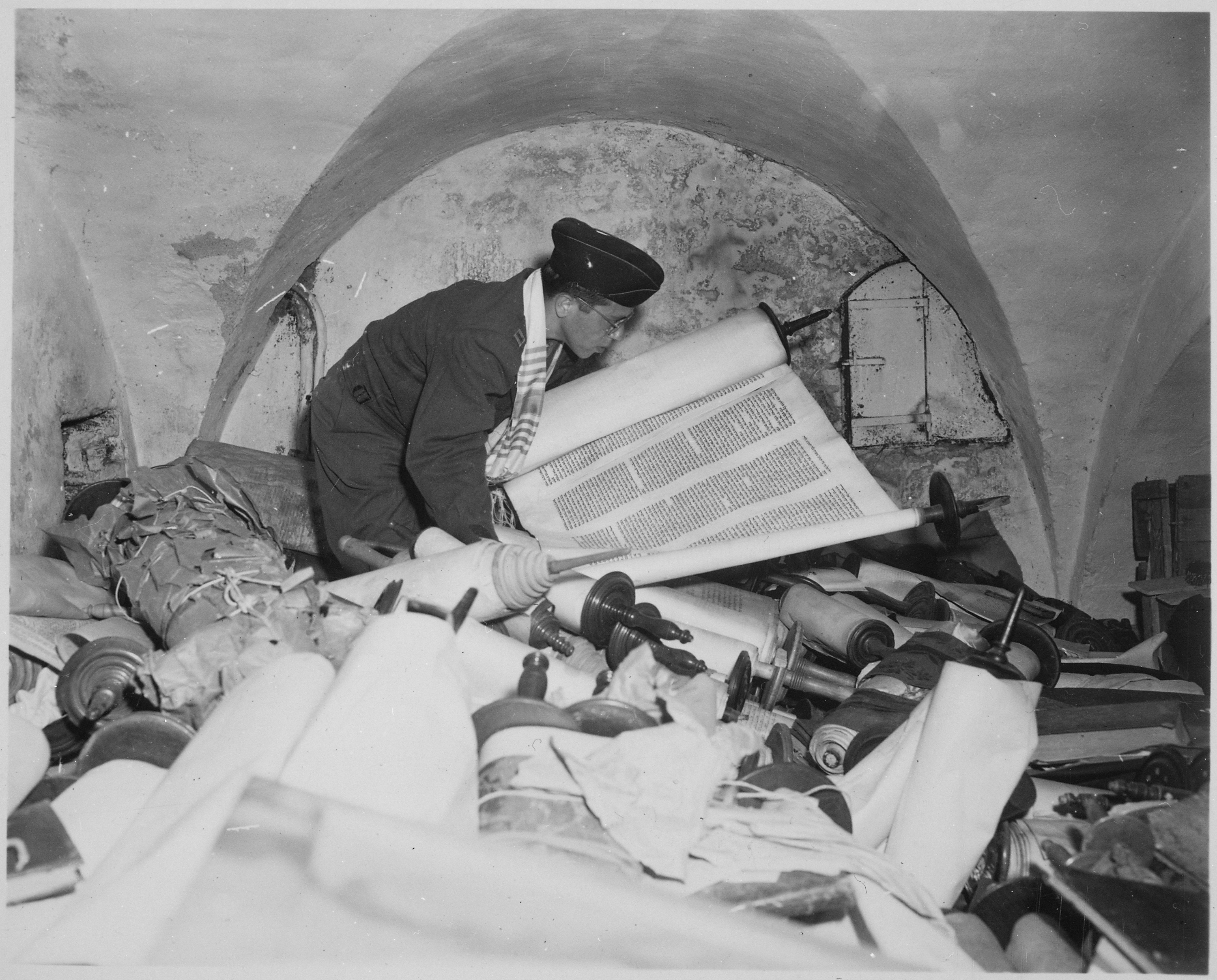
Sichtung von Thora-Rollen im Keller des NS-Instituts zur Erforschung der Judenfrage, Frankfurt, 6. Juli 1945

Die Intensität, die flächenmäßige Ausdehnung des zeitweilig von Deutschen besetzten Gebietes, die unterschiedliche Dauer und Handhabe des NS-Kunstraubs sowie die Vernichtung von Dokumenten erklärt hinreichend, dass die Gesamtmenge nur grob geschätzt werden kann. Bei Zahlenangaben ist es zudem wichtig, zwischen Kunstwerken und Kulturgütern zu unterscheiden. Der Begriff des Kunstwerks wird allgemein für Produkte künstlerischen Schaffens verwendet und bezeichnet insbesondere Gemälde, Grafiken und bildhauerische Werke. Die Bezeichnung Kulturgüter als Ergebnisse künstlerischer Produktion ist weiter gefasst: Unter diesem Ausdruck werden auch Kunsthandwerk, Gold- und Silberschmiede, Porzellan und Fayence, Schmuck, Münzen, Bücher, Möbel, antike Kunst und vieles mehr verstanden. Da die Abgrenzung teilweise schwierig ist und zudem die Zählweisen verschieden sind (so wurden Grafikmappen zum Beispiel mancherorts mit den anteiligen Blättern gezählt und andererorts als einziges Konvolut), variieren die Zahlen selbst bei den wiederaufgefundenen Werken erheblich.
Dieser Ungenauigkeit eingedenk muss man von einer Zahl von 600.000 Kunstwerken ausgehen, die zwischen 1933 und 1945 von den Deutschen in Europa gestohlen wurden: 200.000 innerhalb von Deutschland und Österreich, 100.000 in Westeuropa und 300.000 in Osteuropa.
Die Zahl der bis heute nicht an die rechtmäßigen Eigentümer zurückgegebenen Kunstwerke, die weltweit verstreut in Privatbesitz, öffentlichen Sammlungen, Museen und Kunstausstellungen vermutet werden, wird zwischen 10.000 und 110.000 geschätzt. Diese große Schätzdifferenz ist zum Teil damit begründet, dass viele der verschollenen Kunstwerke Gemälde und Arbeiten sind, die nicht von auffälligem und internationalen Wert waren und deren rechtmäßige Eigentümer heute unbekannt sind. Der weitere Weg über Verkäufe, Auktionen, Geschenke und Aneignungen oder aber auch ihre Vernichtung ist nicht mehr nachvollziehbar.
Der Raub an Kulturgütern geht weit über den Raub an Kunstwerken hinaus. Bei Kriegsende wurden in deutschen Depots fünf Millionen Objekte aufgefunden. Darin enthalten war ein Anteil von nicht geraubten, sondern aus Museumsbeständen ausgelagerten Werken, die im tatsächlichen Eigentum des Deutschen Reiches standen. Über die Dimension der geraubten Güter, die nicht in die Depots gelangten, die entweder unwiederbringlich zerstört, anderweitig untergebracht oder privat verwendet wurden, können nur Spekulationen angestellt werden.
Ernst Klee vermerkt in einer Anmerkung zu Archivarbeit, dass in der Tarnsprache der Täter der NS-Zeit mit „Sicherung“ von Kunst gemeint war: „Kunstraub“.

## Restitution von NS-Raubkunst nach 1945
Aufgrund des Militärregierungsgesetzes Nr. 59 von 1947 und der deutschen Wiedergutmachungspolitik in den 1950er und 1960er Jahren wurden einzelne verfolgungsbedingt entzogene Kunst- und Kulturgüter an die ursprünglichen Eigentümer zurückgegeben. In der sowjetischen Besatzungszone bzw. der DDR fanden nur wenige Rückerstattungen statt, auch fehlte es an einer entsprechenden gesetzlichen Grundlage.
Die als unzureichend angesehenen Regelungen wurden zunächst durch das Gesetz zur Regelung offener Vermögensfragen (VermG) der Volkskammer der DDR vom 31. August 1990 erweitert, das auch auf vermögensrechtliche Ansprüche von Bürgern und Vereinigungen mit Sitz in der DDR anwendbar ist, die in der Zeit vom 30. Januar 1933 bis zum 8. Mai 1945 aus rassischen, politischen, religiösen oder weltanschaulichen Gründen verfolgt worden waren und deshalb ihr Vermögen infolge von Zwangsverkäufen, Enteignungen oder auf andere Weise verloren hatten (§ 1 Abs. 6 VermG).
1998 schloss sich die Bundesrepublik Deutschland der Washingtoner Erklärung an. In der Folge wurde die Provenienzforschung, die Erforschung der Geschichte und Herkunft von Kunstwerken, zu einem zentralen Forschungsfeld der Museumsarbeit.
Seit 2003 gibt es in der Bundesrepublik Deutschland die Beratende Kommission im Zusammenhang mit der Rückgabe NS-verfolgungsbedingt entzogenen Kulturguts, insbesondere aus jüdischem Besitz unter dem damaligen Vorsitz von Jutta Limbach, auch Limbach-Kommission genannt. Sie befasst sich als staatliche Institution mit Raubkunst und deren Rückgabe an die Erben.
2013 enthüllte die Zeitschrift Der Spiegel, dass sich damals noch rund 20.000 Kunstgegenstände aus dem Besitz von Nazis in Depots des Bundes befanden. Dabei handelte es sich um Gemälde, Plastiken, Bücher, Möbel, Münzen usw. Die 2300 Bilder wurden im Jahr 2004 auf einen Versicherungswert von 20 Millionen Euro geschätzt. Dazu kommen noch Hunderte Bilder, welche sich in deutschen Museen befinden. Die Herkunft ist oft ungeklärt. In den 1960er und 1970er Jahren wurden Kunstgegenstände aus dem Besitz von Nazigrößen, die nun im Bundesbesitz waren, zu Schnäppchenpreisen auf dem Kunstmarkt verkauft. Die Erlöse waren in den allgemeinen Haushalt geflossen.
Im Juni 2016 berichtete die Süddeutsche Zeitung, dass die Bayerischen Staatsgemäldesammlungen die ihnen 1949 aus den amerikanischen „Collecting Points“ anvertrauten Werke sich teilweise selbst angeeignet, teilweise in Zusammenarbeit mit bayrischen Ministerien auch an Familien ehemaliger Nazi-Größen verkauft habe, anstatt sie an die (jüdischen) Vorbesitzer zurückzuleiten. Zum Beispiel sei das Holländische Platzbild (eine kleine Kopie nach einem Werk des niederländischen Barockmalers Jan van der Heyden) aus einer jüdischen Sammlung in Wien 1963 an Henriette Hoffmann „zurückverkauft“ worden (geschiedene Frau des „Reichsstatthalters“ von Wien, Baldur von Schirach, Verantwortlicher der Verschleppung der österreichischen Juden). Es sei nur wenig später im Kölner Auktionshaus Lempertz an den Dombauverein Xanten versteigert worden, wo es sich auch heute noch befände. Die New York Times zitierte Ferdinand von Schirach, den Enkel von Baldur von Schirach, zur Notwendigkeit der Provenienzforschung mit den Worten: „We need to know about the evil... That’s the only way we can live with it.“ ()
Wie die Süddeutsche Zeitung weiter berichtete, wollten die Bayerischen Staatsgemäldesammlungen die Ergebnisse eines seit Jahren laufenden diesbezüglichem Forschungsprojekts nicht öffentlich machen; sie gestatteten weder Wissenschaftlern noch Anwälten oder Opferfamilien unbeschränkten Zugang zum Archiv und gäben als einzige bayrische Behörde entsprechende Dokumente nicht wie gesetzlich vorgeschrieben den Bayerischen Staatsarchiven weiter, wo sie öffentlich zugänglich wären.
Im Februar 2025 berichtete Die Zeit über eine 900 Seiten umfassende Liste mit Vermerken zum Katalog der Sammlungen der Bayerischen Staatsgemäldesammlungen. Darin seien nach internen Nachforschungen der Museen bis 2020 an die 200 Werke ausgewiesen worden, die als vermutliche Raubkunst anzusehen seien oder für die ein Restitutionsbegehren vorliege. Laut dem Artikel enthalte die Liste die Namen „zahlreicher jüdischer Künstler, Sammler und Kunsthändler auf, die den Kunstbetrieb im frühen 20. Jahrhundert prägten, aber auch die Namen derjenigen, die vom Kunstraub besonders profitierten, darunter Adolf Hitler und Hermann Göring.“ Auf die Frage der Zeitung, wer für diese Jahrzehnte lange Untätigkeit und Geheimhaltung verantwortlich sei, antwortete der bayrische Staatsminister für Wissenschaft und Kunst, Markus Blume, dies läge in der Verantwortung der Bayerischen Staatsgemäldesammlungen. Da diese jedoch dem Kultusministerium unterstehen und nicht das Museum, sondern das Ministerium über die Rückgabe von Kunstwerken entscheiden, hielt der Artikel diese Auskunft des Ministeriums für wenig überzeugend.

## Raubkunst laut der Erklärung von Terezin 2009
In der Erklärung von Terezin 2009 als Folgeerklärung der Washingtoner Prinzipien von 1998 werden Enteignungen von Kunstgegenständen und Kulturgütern der Opfer während der Zeit des Holocaust zwischen 1933 und 1945, die durch Diebstahl, Nötigung und Entzug sowie durch Preisgabe, Zwangsversteigerung und Verkauf unter Zwang erfolgten unter NS-Raubkunst subsumiert.